# Jean Esquenart
Jean Esquenart, ou Echart, ou Eschivart, né à Arquenay et mort au Mans en juin 1492, est un prélat français.

## Biographie
Jean Esquenart est docteur en médecine et chanoine de la cathédrale du Mans, lorsque vers 1462, il fonde à Arquenay, un hôpital qu'il place sous l'invocation de saint Sulpice[Lequel ?]. Il en réserve l'administration à Jean Echart, son neveu, et à tous les aînés de sa famille, les obligeant à une exacte résidence. Le décret de cette fondation nous apprend que Jean était alors sénéchal de saint Martin de Tours. L'évêque du Mans sanctionna ces dispositions par un décret. 
Martin Berruyer, prédécesseur de Thibault de Luxembourg, a honoré de sa confiance un prêtre nommé Michel Echart ou Eschivart, à l'habileté duquel il doit la réussite de plusieurs affaires importantes. Il s'agit du frère de Jean. Ils étaient fils d'un médecin et tous deux nés à Arquenay. 
Jean Echart, frère de Michel, après avoir été notaire et secrétaire du roi Charles VII de France, occupe un canonicat et remplit les fonctions de prévôt dans l'église de Saint-Martin de Tours. 
La faveur du roi René lui fait obtenir l'évêché de Sisteron dès qu'André de Plaisance l'a résigné. En 1481 et 1482, il transige comme seigneur temporel avec les habitants de Lurs. Il écrit en 1491, aux consuls de Manosque, au sujet de la cession à faire aux hospitaliers du Saint-Esprit de l'ancien couvent des clarisses dans la Saunerie. Le palais épiscopal lui doit de nombreuses réparations et augmentations, ainsi que l'abbaye de Cruis. Aussi il embellit et fortifie son château de Lurs. Sous son épiscopat, la peste a fait de grandes et fréquentes invasions dans Sisteron.
Après sa mort en juin 1492, Guillaume de Nogaret est élu vicaire général pour administrer le diocèse de Sisteron, le siège étant vacant.

## Source
- La France pontificale